# Adris Grupa
Adris Grupa est une entreprise croate faisant partie du CROBEX, le principal indice boursier de la bourse de Zagreb. L'entreprise est spécialisée dans l'industrie du tabac, leader en Croatie et parmi les plus importantes dans les Balkans.

## Historique
L'entreprise a été fondée en 1872 et est basée à Rovinj.